# Historisches Spielzeugmuseum Freinsheim
Das Spielzeughaus Museum & Café –  Historisches Spielzeugmuseum Freinsheim in Freinsheim in Deutschland ist eine private Sammlung alter Spielzeuge.

## Ausstellung
Die Exponate stammen aus der Zeit der industriellen Revolution um 1890 bis zum Zweiten Weltkrieg. Schwerpunkt sind dabei Erzeugnisse der Firma Bing Werke Nürnberg. Leiterin des umgangssprachlich auch als Bing-Museum bezeichneten Museums ist Marion Groll. Die Sammlung von Uwe Groll war die Basis für das am 2. April 2011 eröffnete Privatmuseum. Diese Sammlung war ursprünglich konzentriert auf Eisenbahnen und Zubehör der Spur 0 aus dem Hause Bing. Im Laufe der Jahre faszinierte Groll die Firmengeschichte und die Vielfalt der Erzeugnisse der Bing Werke in Nürnberg so sehr, dass die Sammlung  umfangreicher wurde.

### Themen
Die Sammlung bewahrt und betreut ca. 1.000 Exponate zu unterschiedlichen Themengebieten aus dem Produktionsumfang der Firma Bing. Sie wurden vor 1932 produziert und sind meist in originalem Zustand:
- Eisenbahnen (Dampf, Uhrwerk, elektrisch) und Bahnhöfe
- Dampfmaschinen, Antriebsmodelle
- Autos, Schiffe, Flugzeuge
- Bären, Puppen, Plüschtiere
- Puppenherde, Puppenstubeneinrichtung
- Brett- und Gesellschaftsspiele, Spielkarten
- Kinematographen, Kindergrammophone, Bingola
- Kinderbücher, Prospekte, Kataloge, Werbemittel
- Physikalische und technische Lehrmittel
- Schreibmaschinen, Fotoapparate, Bügeleisen
- Haushaltsgegenstände (Emaille, Kupfer, Jugendstil)
- Kühlschränke, Herde
- Militaria, Taschenlampen

## Haus an der Bach
Das Museumsgebäude geht in seinen Ursprüngen auf das Mittelalter zurück und wurde unter Wahrung des Denkmalschutzes  saniert. Es liegt gegenüber dem Vier-Röhren-Brunnen, einem ehemaligen Eichbrunnen für die Fässer der Winzer. Das Haus hat auf 3 Stockwerken eine Nutzfläche von 300 m² für Ausstellungen und Museumscafé.